# Kissimmee
Kissimmee é uma cidade localizada no estado norte-americano da Flórida, no condado de Osceola, do qual é sede. Foi incorporada em 1883.
A cidade pertence a Grande Orlando ou "Região Metropolitana de Orlando", conhecida para fins de censo como Orlando-Kissimmee-Sanford, Florida Metropolitan Statistical Area (Região Estatística Metropolitana de Orlando-Kissimmee-Sanford, Flórida), localizada na parte central do estado da Flórida. A Grande Orlando possui população de 2 082 421 habitantes de acordo com estimativas de 2009 do Departamento do Censo dos Estados Unidos, sendo a terceira maior região metropolitana na Flórida e a 27ª dos Estados Unidos.
Está localizada a cerca de 27 km de Orlando e 109 km de Tampa.

## Etimologia
Historiadores locais apresentam diversas variações sobre a origem do nome da cidade. A maioria concorda que "Kissimmee" é uma ortografia moderna de uma palavra tribal. O livro, Florida Indians and the Invasion from Europe de Jerald T. Milanich, associa "Kissimmee" com uma aldeia da tribo Jororo, uma das tribos menos conhecidas da Flórida. O historiador John Hann pesquisou documentos espanhóis sobre as missões estabelecidas para converter a tribo Jororo e outros grupos ao cristianismo no final de 1600. Registros espanhóis indicam que uma missão foi construída perto da vila principal da tribo, também chamada Jororo. Uma outra missão foi chamada de Atissimi. Milanich escreveu: "Hann sugere que o nome Atissimi, às vezes mencionado como Jizimi ou Tisimi, pode ser a origem do atual nome Kissimmee". Um mapa espanhol de 1752 usou o nome Cacema, que evoluiu para a ortografia atual de Kissimmee.

## História

### Século XVIII
O século XVIII trouxe para a Flórida um novo povo e viu suas antigas tribos desaparecerem na história. Os creeks do sudeste se uniram aos africanos foragidos da escravidão. O domínio europeu, primeiro pelos espanhóis, seguido pelos britânicos e, posteriormente pelos americanos, extinguiu as últimas aldeias nativas da Flórida. As novas tribos, que mais tarde incluiria um jovem "chefe" Osceola, se infiltraram para o interior da Flórida, em busca de refúgio. As terras abertas com pinheiros, ciprestes e palmeiras entre os rios St. Johns e Kissimmee proporcionava um porto seguro. Este paraíso para os mosquitos permaneceu o lar dos seminoles por todo o século XVIII.
- 1728 - A Espanha acaba com a escravidão na Flórida depois que os soldados africanos se juntaram aos espanhóis para expulsar os ingleses.

- 1763 - Os britânicos tomam o controle da Flórida.

- 1776 - Treze das colônias americanas se rebelaram contra a coroa britânica, declarando sua independência em julho de 1776. No entanto, a colônia da Flórida se manteve fiel aos britânicos, que protegia a fronteira.

- 1779 - Um ano depois de se juntar a França e declarar guerra contra a Inglaterra em 1779, a Espanha captura Pensacola e assume o controle da Flórida Ocidental.

- 1783 - A Espanha toma posse da Flórida e do Território da Louisiana no final da Guerra da Independência dos Estados Unidos.[7]

### Século XIX
A cidade de Kissimmee era originalmente um pequeno posto comercial na margem norte do Lago Tohopekaliga conhecido como a comunidade de Allendale. Após a Guerra Civil Americana, esta área foi incluída na compra de quatro milhões de acres de pântanos e planícies por Hamilton Disston, o proprietário da "Disston Saw Company", do estado da Filadélfia. O preço da venda das terras totalizou US$ 1 milhão, ou seja, 25 centavos por acre. O aporte de US$ 1 milhão para o estado da Flórida teria resgatado o Estado de um desastre financeiro. Em janeiro de 1881, Disston iniciou a drenagem da área e aprofundamento do rio Kissimmee, de modo que os produtos poderiam ser embarcados para o Golfo do México e outros pontos mais distantes. Muitos capitães de barcos a vapor navegavam a cadeia de lagos de Kissimmee ao Golfo com cargas de madeira de cipreste e cana-de-açúcar.

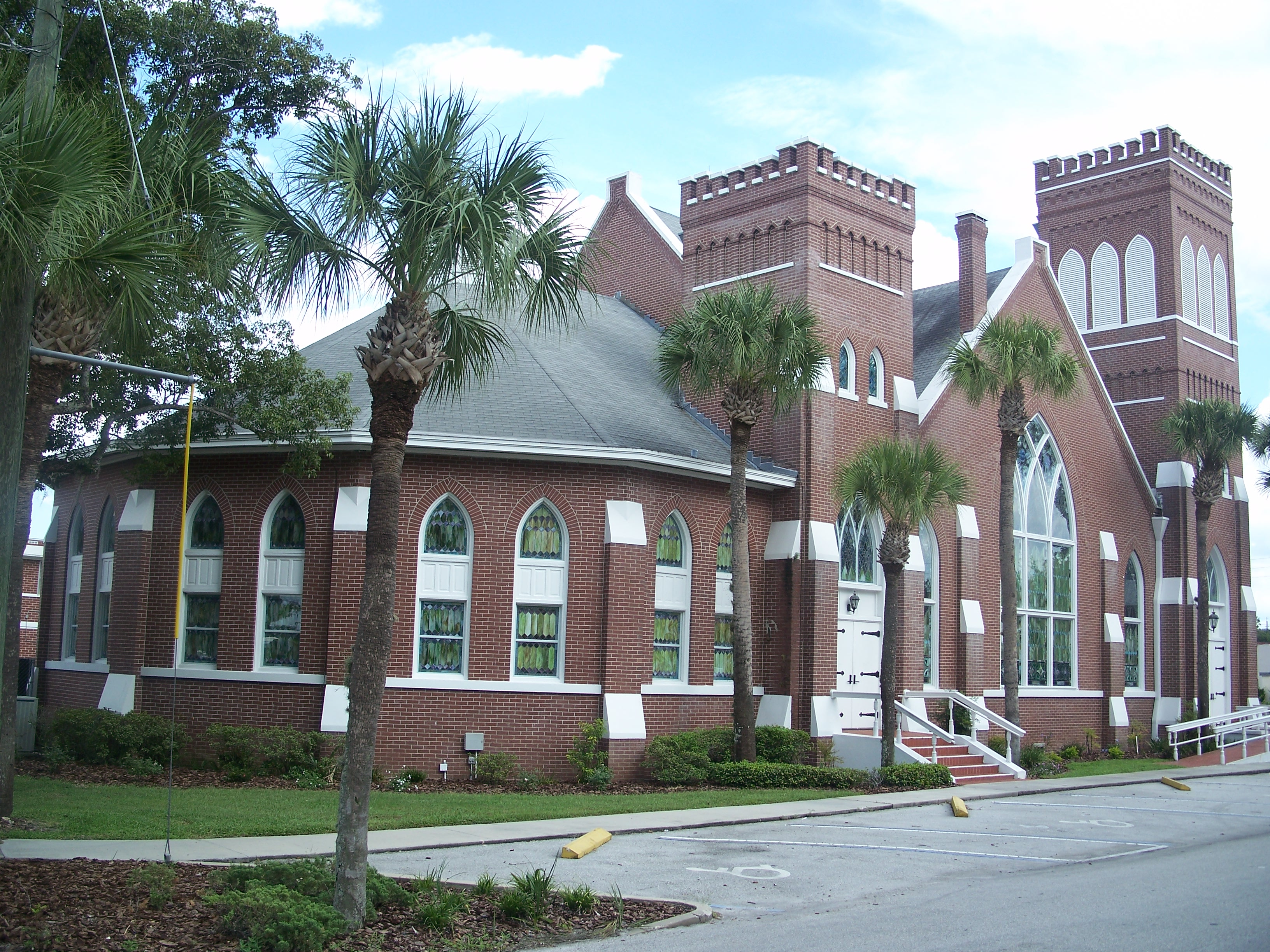
Primeira Igreja Metodista Unida

- 1845 - Flórida ganha estatuto de Estado.

- 1873 - O primeiro correio de Kissimmee primeiro é estabelecido perto Shingle Creek. O primeiro chefe do correio foi Clemente R. Tyner.

- 1882 - Florida, o primeiro jornal em Kissimmee foi publicado. Um escola de apenas uma sala abriu na rua principal e a Primeira Igreja Metodista Unida abriu suas portas.

- 1883 - Trinta e três dos 36 eleitores registrados votaram pela emancipação municipal de Allendale com o nome de Cidade de Kissimmee (Kissimmee City). O primeiro prefeito eleito foi T.A. Bass.

- 1884 - W.B. Makinson inaugura a Makinson Hardware no centro de Kissimmee, que continua a ser a mais antiga loja de ferragens da Flórida em funcionamento.

- 1895 - Uma geada calamitosa levou muitas famílias a se mudarem mais para o sul. A empresa de Hamilton Disston interrompe os pagamentos das obrigações e retorna para a Filadélfia.[7]

### Século XX
Em 1920, a população de Kissimmee aumentou para mais de 2 700 habitantes como resultado do boom imobiliário da Flórida. Na década de 1930, a indústria do gado começou a florescer na região. No entanto, os cítricos e outras culturas se manteviveram como a indústria predominante. A construção do Aeroporto de Kissimmee em 1940 pelo corpo de engenheiros do Exército dos EUA, em preparação para a entrada dos EUA na Segunda Guerra Mundial, levou a população de Kissimmee para 3 700 habitantes, um aumento de 38%.
Os líderes da cidade, com o objetivo de manter a história próspera de Kissimmee, incentivaram o crescimento atraindo aposentados para a área durante a década de 1950. Este esforço estimulou o crescimento de quase 60%. O próximo período de crescimento veio na década de 1970 com a inauguração do Walt Disney World e outras atrações turísticas. Desde a estreia do Walt Disney World em 1971, a população da cidade dobrou de 7 500 para 15 000 em 1980. A população dobrou novamente na década de 1980 para 30 000.

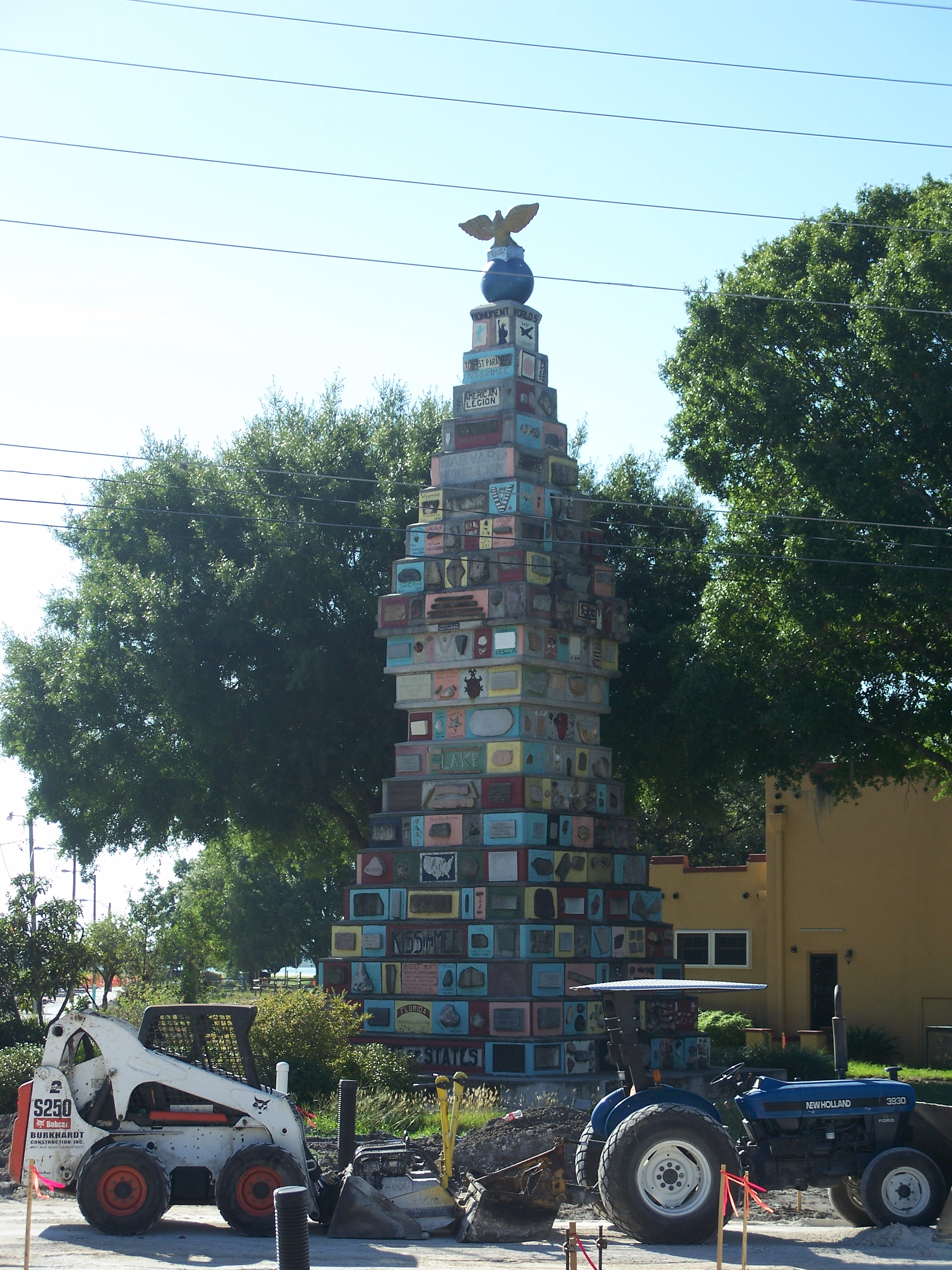
Monumentos dos estados construído em 1943

- 1900 - Eletricidade chega a Kissimmee. As tarifa inicial era de 3 centavos por noite ou US$ 7,50 por mês.

- 1908 - Uma comemoração da Independência dos Estados Unidos foi planejada para dar boas vindas aos moradores da nova cidade de St. Cloud. O proprietário de uma nova escola de voo em Kissimmee planejou seu primeiro voo para destacar a ocasião. Na decolagem, o avião atingiu uma vaca e foi destruído.

- 1915 - Osceola High School joga sua primeira partida de futebol americano, batendo a Orlando High School por 6-0.

- 1924 - A Câmara de Comércio de Kissimmee (Kissimmee Chamber of Commerce) é estabelecida.

- 1934 - A Associação do Criador de Gado (Cattleman's Association) é estabelecida em Kissimmee.

- 1943 - Construção do Monumento dos Estados (Monument of States) é concluída.

- 1944 - O primeiro Rodeio Espora de Prata (Silver Spurs Rodeo) é realizado em 4 de julho. A entrada foi a compra de um bônus de guerra.[7]

- 1950 - Kissimmee possuía uma população de 4 310. Nesta época praticava-se o acondicionamento de cítricos, bem como a pecuária.[8]

- 1956 - Chuva recorde traz inundações e US$ 2 milhões em danos à Kissimmee.[7]

- 1971 - A pecuária manteve-se como uma parte importante da economia local até a abertura do Walt Disney World em 1971. Depois disso, o turismo suplantou a pecuária, em grande escala, no entanto, fazendas de gado ainda operam nas proximidades, especialmente na parte sul do condado de Osceola.

- 2004 - Em 13 de agosto, o Furacão Charley passou por Kissimmee com ventos superiores a 100 milhas por hora, danificando casas e edifícios, derrubando árvores e cortando a energia elétrica de toda a cidade. Kissimmee Utility Authority restaurou a energia para 54% dos residentes nas primeiras 72 horas, 85% foi restaurado no prazo de uma semana. O serviço foi restaurado a todos os consumidores em 28 de agosto. Três semanas depois do furacão Charley, a área foi atingida pelo Furacão Frances, seguido pelo Furacão Jeanne, três semanas após o Frances.[7]

## Geografia

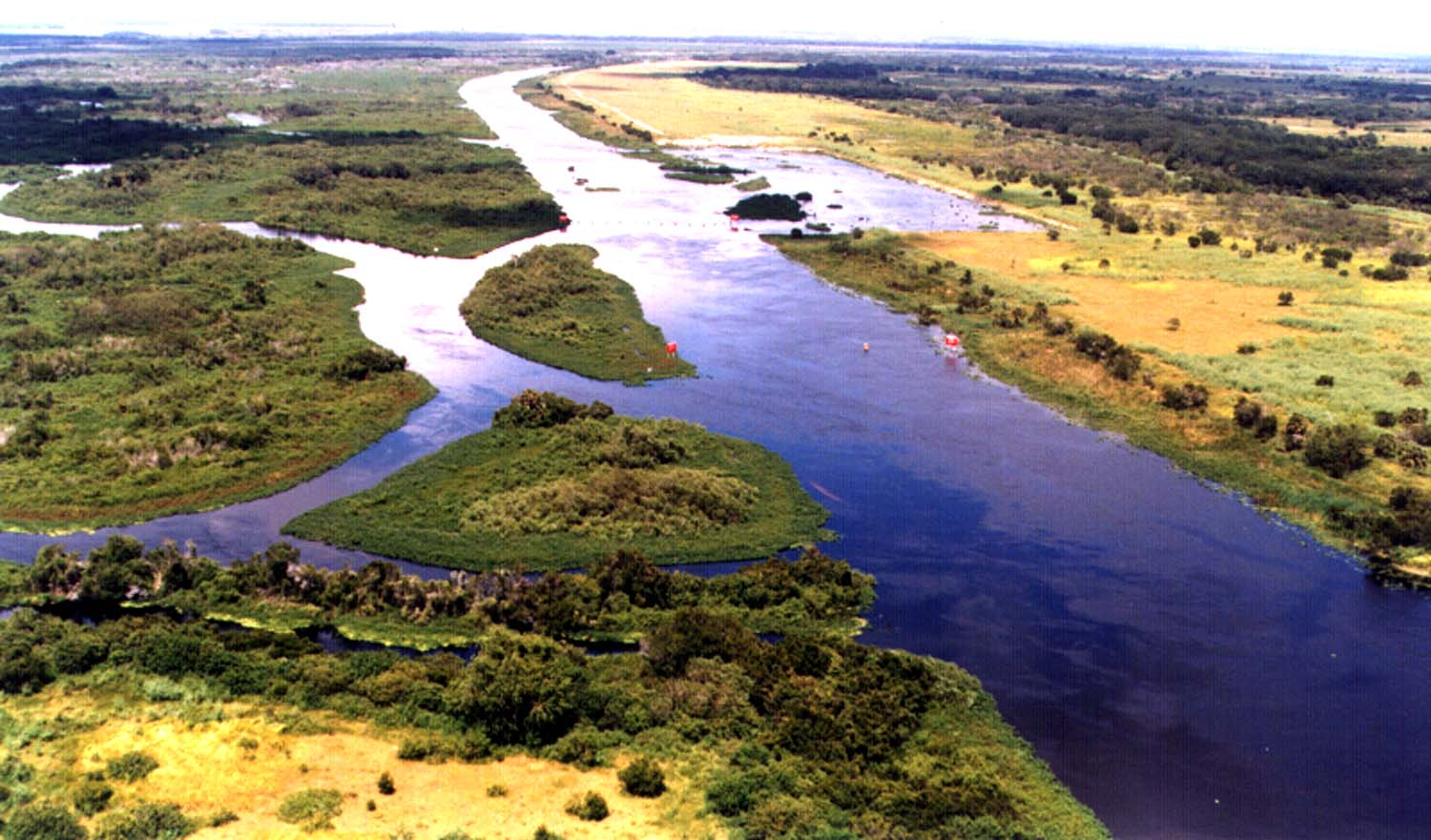
Rio Kissimmee

De acordo com o Departamento do Censo dos Estados Unidos, a cidade tem uma área de 56,8 km², onde 54,9 km² estão cobertos por terra e 1,9 km² por água. Banhada pelo rio Kissimmee, a cidade está situada na costa noroeste do Lago Tohopekaliga (Lake Tohopekaliga, localmente chamado de Lake Tohoe, West Lake Tohoe ou simplesmente West Lake), na Flórida Central.
O centro da cidade está localizado próximo a intersecção das rodovias US Highway 17/92 e  US Highway 192.

### Clima
| Dados climatológicos para Kissimmee   | Dados climatológicos para Kissimmee | Dados climatológicos para Kissimmee | Dados climatológicos para Kissimmee | Dados climatológicos para Kissimmee | Dados climatológicos para Kissimmee | Dados climatológicos para Kissimmee | Dados climatológicos para Kissimmee | Dados climatológicos para Kissimmee | Dados climatológicos para Kissimmee | Dados climatológicos para Kissimmee | Dados climatológicos para Kissimmee | Dados climatológicos para Kissimmee | Dados climatológicos para Kissimmee |
| Mês                                   | Jan                                 | Fev                                 | Mar                                 | Abr                                 | Mai                                 | Jun                                 | Jul                                 | Ago                                 | Set                                 | Out                                 | Nov                                 | Dez                                 | Ano                                 |
| ------------------------------------- | ----------------------------------- | ----------------------------------- | ----------------------------------- | ----------------------------------- | ----------------------------------- | ----------------------------------- | ----------------------------------- | ----------------------------------- | ----------------------------------- | ----------------------------------- | ----------------------------------- | ----------------------------------- | ----------------------------------- |
| Temperatura máxima recorde (°C)       | 32,2                                | 32,2                                | 33,3                                | 36,7                                | 37,8                                | 38,3                                | 38,3                                | 39,4                                | 36,7                                | 36,1                                | 33,3                                | 32,2                                | 39,4                                |
| Temperatura máxima média (°C)         | 22                                  | 23                                  | 25                                  | 28                                  | 31                                  | 32                                  | 33                                  | 33                                  | 32                                  | 29                                  | 26                                  | 23                                  | 28                                  |
| Temperatura mínima média (°C)         | 9                                   | 9                                   | 12                                  | 14                                  | 18                                  | 21                                  | 22                                  | 22                                  | 22                                  | 18                                  | 14                                  | 10                                  | 16                                  |
| Temperatura mínima recorde (°C)       | −7,2                                | −2,8                                | −3,9                                | 3,3                                 | 7,2                                 | 10                                  | 13,3                                | 15,6                                | 13,3                                | 5,6                                 | −1,7                                | −6,7                                | −7,2                                |
| Precipitação (mm)                     | 60,7                                | 69,1                                | 84,3                                | 51,3                                | 97,3                                | 152,9                               | 166,4                               | 185,9                               | 152,7                               | 80,5                                | 61,5                                | 56,9                                | 1 219,5                             |
| Fonte: The Weather Channel 10-10-2010 |                                     |                                     |                                     |                                     |                                     |                                     |                                     |                                     |                                     |                                     |                                     |                                     |                                     |

## Demografia

### Censo 2010
Segundo o censo nacional de 2010, a sua população é de 59 682 habitantes e sua densidade populacional é de 1 087,5 hab/km², o que a torna a localidade mais populosa e mais densamente povoada do condado de Osceola. Possui 26 275 residências, que resulta em uma densidade de 478,8 residências/km².

### Censo 2000
Segundo o censo nacional de 2000, Kissimmee possuía 47 814 habitantes, sendo 23 682 homens (49,5%) e 24 132 mulheres (50,5%), e 11 809 famílias. Os domicílios totalizavam 19 642 unidades, sendo, 17 121 ocupados e 2 521 desocupados. A média de habitantes por domicílio era de 2,77 pessoas e o tamanho médio das famílias de 3,21 pessoas. A densidade populacional era de 1 106,8 hab/km².
A composição racial da cidade era de 67,22% de brancos, 9,99% de afro-americanos, 0,52% de índios americanos e nativos do Alasca, 3,38% de asiáticos, 0,10% de nativos do Havaí e outras ilhas do Pacífico, 14,15% de outras raças, e 4,66% de duas ou mais raças. Hispânicos ou latinos de qualquer raça representavam 41,73% da população. Dos hispânicos ou latinos de qualquer raça que residem na cidade 56,7% são porto-riquenhos.
| Distribuição da população de acordo com a faixa etária (censo 2000) | Distribuição da população de acordo com a faixa etária (censo 2000) | Distribuição da população de acordo com a faixa etária (censo 2000) | Distribuição da população de acordo com a faixa etária (censo 2000) | Distribuição da população de acordo com a faixa etária (censo 2000) | Distribuição da população de acordo com a faixa etária (censo 2000) | Distribuição da população de acordo com a faixa etária (censo 2000) | Distribuição da população de acordo com a faixa etária (censo 2000) | Distribuição da população de acordo com a faixa etária (censo 2000) | Distribuição da população de acordo com a faixa etária (censo 2000) | Distribuição da população de acordo com a faixa etária (censo 2000) | Distribuição da população de acordo com a faixa etária (censo 2000) | Distribuição da população de acordo com a faixa etária (censo 2000) | Distribuição da população de acordo com a faixa etária (censo 2000) |
| Faixa etária                                                        | < 5 anos                                                            | 5 a 9                                                               | 10 a 14                                                             | 15 a 19                                                             | 20 a 24                                                             | 25 a 34                                                             | 35 a 44                                                             | 45 a 54                                                             | 55 a 59                                                             | 60 a 64                                                             | 65 a 74                                                             | 75 a 84                                                             | + de 84                                                             |
| ------------------------------------------------------------------- | ------------------------------------------------------------------- | ------------------------------------------------------------------- | ------------------------------------------------------------------- | ------------------------------------------------------------------- | ------------------------------------------------------------------- | ------------------------------------------------------------------- | ------------------------------------------------------------------- | ------------------------------------------------------------------- | ------------------------------------------------------------------- | ------------------------------------------------------------------- | ------------------------------------------------------------------- | ------------------------------------------------------------------- | ------------------------------------------------------------------- |
| %                                                                   | 7,8%                                                                | 7,8%                                                                | 7,3%                                                                | 7,1%                                                                | 9,0%                                                                | 18,7%                                                               | 16,2%                                                               | 11,5%                                                               | 4,0%                                                                | 2,9%                                                                | 4,5%                                                                | 2,4%                                                                | 0,7%                                                                |

- Idade média: 30,6 anos

## Cidadãos notáveis
- Tonga Fifita, profissional de wrestling; ator
- José Aldo; lutador de jiu-jitsu Brasileiro
- Tito Paul, jogador de futebol americano
- A. J. McLean, cantor do Backstreet Boys

## Geminações
- Hualien, Hualien, Taiwan
- Miao Li, Miao Li, Taiwan [12]